# Vezsenyi Adrienn
Vezsenyi Adrienn (Kecskemét, 1997. október 15. –) röplabdajátékos.

## Pályafutása
Felnőtt pályafutását a kecskeméti felnőtt női röplabdacsapat játékosaként 2014-ben kezdte meg az NB II. 2014/2015-ös idényében. Még ebben szezonban a Röpke SE Kecskemét csapatával megnyerte az NB II.-t, ennek következtében a kecskemétiek az NB I.-ben próbálhattak szerencsét. Ezt követően a 2015/2016-os idényben a kecskeméti lányokkal kiharcolták a bennmaradást az NB I.-ben, azonban a következő szezonban a Röpke SE Kecskemét nem vállalta az NB I.-es szereplést.
Vezsenyi Adrienn nagy reménység hírében állt, ezért a 2016/2017-es szezonban a Budaörsi Diáksport Egyesület női röplabdacsapata szerződtette az idényre. A BDSE az NB I. meghatározó csapata volt. Vezsenyi a 2016/2017-es szezont nyitásfogadó ütőként, illetve centerként játszotta végig, jó teljesítményével a keretben állandó helyet harcolt ki magának. 2017/2018-as idényben is maradt a BDSE csapatában, azonban ebben a szezonban már mint feladó átló játszott Budaörsön. Ugyanebben az évben a BDSE U21-es csapatával junior 6-os döntőbe jutott.
A kiváló felnőtt, illetve junior csapatban nyújtott teljesítménye következtében a szezon végén felkereste Tóth Gábor (jelenleg a Békéscsabai Röplabda Sportegyesült edzője) az akkori MTK felnőtt női röplabdacsapatának edzője. A 2018/19-es szezonban már a szintén NB I.-ben szereplő MTK röplabdacsapatba igazolt. A 2018/19-es szezonban az MTK alapemberévé nőtte ki magát, abban az évben az MTK felnőtt csapatával második lett az NB I.-ben, ami akkor az Extra ligába (legfelsőbb osztályba) való feljutást jelentette.
Az első MTK-ban töltött szezonja után meghívót kapott a magyar válogatott felnőtt női röplabdacsapatának bő keretébe, illetve az egyetemi magyar válogatott röplabdacsapatába nyitásfogadó ütőként. Magyarország egyetemi női röplabda válogatottja a nápolyi rendezésű Universiadén (FISU rendezésű egyetemi olimpián) Vezsenyivel a soraiban az előkelő 4. helyezést érte el, amely azóta is a legjobb nemzetközi teljesítménye az egyetemi magyar válogatottnak.
A 2019/2020-as szezon során maradt az MTK-ban, azonban a 2019/20-as idényben, új igazolások és edzői döntések miatt nem kapott játéklehetőséget.
A 2020/2021-es szezonban az MTK-ban sok változás történt. A csapat játékosállományának nagy része kicserélődött a 2019/2020-as szezon keretéből öt játékos maradt az MTK-ban, köztük Vezsenyi is. Új vezetőedző érkezett Leiszt Máté személyében, aki Vezsenyi számára játéklehetőséget biztosított. 14 mérkőzésen eddig 232 pontot szerzett feladóátló poszton, amellyel a legponterősebb magyar származású játékos az Extraliga mezőnyében és 4. legponterősebb játékos a külföldi játékosokat is figyelembe véve. Posztján a 2. legtöbb pontot szerezte a toronymagasan vezető Gamma Sanja mögött.